# Arenaria delavayi
Arenaria delavayi là loài thực vật có hoa thuộc họ Cẩm chướng. Loài này được Franch. mô tả khoa học đầu tiên năm 1886.